# Фидел: Неиспричана прича
Фидел: Неиспричана прича је документарни филм из 2001. године који је направила Естела Браво.
Филм садржи интервјуе са:
- Филипом Аџијем
- Мухамедом Алијем
- Харијем Белафонте
- Ремзијем Кларком
- Анђелом Дејвис
- Елијаном Гонзалесом
- Нелсоном Манделом
- Габријелом Гарсијом Маркес
- Тедом Тарнером и
- Алисом Вокером